# Бассейн Кейна
Бассейн Кейна (дат. Kane Bassin, англ. Kane Basin) — море Северного Ледовитого океана, разделяющее северо-запад Гренландии и остров Элсмир и соединяющее море Баффина с морем Линкольна.
Море является частью пролива Нареса, общей длиной более 180 км. В самом узком месте его ширина составляет около 40 км.
Наибольшая глубина составляет 384 метра.
Своё название море получило в честь американского полярного исследователя Илайши Кента Кейна, который в 1860-е годы исследовал этот район в поисках Джона Франклина. В 1964 году датским и канадским правительством было окончательно урегулировано его наименование.
Бассейн Кейна находится далеко на севере, вдали от тёплых течений, поэтому даже в летнее время навигацию могут обеспечить только ледоколы.